# Lý Mục (Chiến Quốc)
Lý Mục (tiếng Hán: 李牧; khoảng 290 TCN – 229 TCN) là một danh tướng của nước Triệu trong thời Chiến Quốc.
Lý Mục trấn thủ tại quận Đại, ngày nay là Nhạn Môn Quan, để chống lại quân Hung Nô. Sau khi đánh bại quân Tần tại trận Vu Phì, ông được phong tước Vũ An Quân, tuy nhiên sau này Lý Mục bị Triệu U Mục Vương xử tử. Sau cái chết của Lý Mục, quân Tần tiến vào thành Hàm Đan, Triệu U Mục Vương bị bắt sống.
Lý Mục là một nhà quân sự tài ba. Cùng với Bạch Khởi, Vương Tiễn, Liêm Pha, ông được đánh giá là một trong bốn viên tướng xuất sắc nhất giai đoạn này.

## Sự nghiệp

### Thân thế
Tổ tiên Lý Mục vốn mang họ Thôi ở huyện Thanh Hà (nay thuộc địa phận giáp ranh Sơn Đông và Hà Bắc). Ông nội ông là Lý Đan Nguyên. Cha ông là Lý Cơ, con trai thứ hai của Lý Đan Nguyên.

### Chống Hung Nô phía bắc
Vùng biên giới phía bắc của nước Triệu liên tục bị cướp bóc bởi tộc Hung Nô. Lý Mục nhận lệnh đồn trú quân để ngăn chặn sự tấn công của giặc Hung Nô. Lý Mục đề xuất các vùng biên giới có đặc quyền giữ lại thuế ruộng thế đất. Lý Mục huấn luyện quân sĩ cưỡi ngựa bắn tên. Ngoài ra, ông còn cài gián điệp để theo dõi tình hình quân địch.
Ông sử dụng chiến thuật vườn không nhà trống để đối phó với Hung Nô. Những binh sĩ trái lệnh, tự ý tấn công đều bị xử chém. Nhờ chiến thuật này mà quân Hung Nô sau khi tấn công đành phải tự rút lui.
Triệu Vương nhiều lần chỉ trích Lý Mục hèn nhát, tuy nhiên Lý Mục vẫn vờ như không biết và vẫn duy trì chiến lược cũ. Do đó, Triệu Vương tức giận và thay ông bằng tướng khác.
Vị tướng mới không dùng chiến thuật vườn không nhà trống, mà chủ động tập kích Hung Nô. Kết quả là quân Triệu thất bại nhiều trận liên tiếp và chịu tổn thất lớn. Trước tình hình đó, Triệu Vương phục chức cho Lý Mục và buộc phải đáp ứng yêu cầu của Lý Mục là Triệu Vương không được can thiệp vào sách lượt quân sự của ông.
Sau khi phục chức, Lý Mục sử dụng lại chiến thuật ban đầu khiến cho Hung Nô không có cơ hội tiến công. Trải qua vài năm, binh lực của Lý Mục trở nên hùng mạnh và sĩ khí quân sĩ lên cao, sẵn sàng tử chiến với Hung Nô. Quân của Lý Mục có 1300 chiến xa, 13000 chiến mã, 5 vạn binh, 10 vạn cung thủ. Khi quân Hung Nô tấn công, quân Triệu giả vờ bại và rút lui vứt bỏ binh khí. Quân Hung Nô trở nên khinh địch. Thiền vu Hung Nô thống lĩnh lượng lớn quân tấn công biên giới nhưng bị Lý Mục tập kích hai cánh đánh úp 10 vạn kỵ binh Hung Nô. Lý Mục thừa thắng tấn công, Thiền vu Hung Nô phải trốn vào rừng.
Những năm sau đó, quân Hung Nô không dám xâm phạm biên giới.

### Đánh bại quân Tần
Năm 243 TCN, Lý Mục đi sứ nước Tần để ký kết hiệp ước đồng minh. Sau trận chiến Trường Bình, binh lực nước Triệu bị tổn thất nặng nề, các danh tướng của Triệu như Triệu Xa thì đã mất, còn Liêm Pha thì đã sang nước Sở. Nước Triệu thiếu đi tướng lĩnh tài ba. Do đó Lý Mục có cơ hội để thống lĩnh quân đội.
Năm 243 TCN, Triệu Điệu Tương Vương phong cho Lý Mục làm đại tướng quân, dẫn quân tấn công nước Yên nhằm đoạt lại Vũ Toại và Phương Thành.
Tần Vương Chính kế vị nước Tần, tăng cường tham vọng thống nhất 6 nước. Năm 234 TCN, Hoàn Ỷ thống lĩnh quân Tần đánh bại 10 vạn quân Triệu và chiếm Bình Dương và Vũ Thành. Năm sau, Hoàn Ỷ một lần nữa dẫn quân vượt qua Thái Hành Sơn, tấn công nước Triệu tại Xích Ly và Nghi An. Triệu U Mục Vương phong Lý Mục làm đại tướng quân, dẫn quân đánh bại quân Tần ở Vu Phì. Hoàn Ỷ sợ tội nên trốn sang nước Yên. Lý Mục được phong tước Vũ An Quân.
Năm 232 TCN, quân Tần chia thành 2 ngả tiến đánh nước Triệu: một ngả tiến đánh Lang Mạnh, ngả quân chủ lực tiến đánh đất Nghiệp, nhưng một lần nữa bị Lý Mục đánh bại.
Tuy giành được thắng lợi, quân Triệu chịu tổn thất nặng nề với 10 vạn quân tử trận, và số binh sĩ còn lại của nước Triệu chủ yếu là quân phòng thủ Hàm Đan.

### Cái chết
Năm 230 TCN, nước Triệu bị thiên tai nên mất mùa. Nhân cơ hội đó nước Tần đem quân ồ ạt tấn công. Năm 229 TCN, 10 vạn quân tần chia thành 3 đường tiến vào nước Triệu: 1 đường do Vương Tiễn thống soái vượt qua Thái Hành Sơn, tiến đánh miền trung nước Triệu; 1 đường do Dương Đoan Hòa tấn công vào phía bắc Triệu, vây Hàm đan; đường còn lại do Lý Tín dẫn đầu tấn công quận Đại. Triệu U Mục vương phái Lý Mục làm đại tướng quân, Tư Mã Thượng làm phó tướng, xuất quân đánh giặc. Tuy nhiên U Mục vương nghe lời ly gián của Quách Khai, Hàn Thương nên đã cách chức và xử tử Lý Mục.
Sau khi Lý Mục qua đời, Vương Tiễn đánh bại quân Triệu tiến vào Hàm Đan bắt sống Triệu Mục U Vương. Đại vương Gia dẫn họ hàng chạy sang Đại, tự lập thành vương. Năm 222 TCN, quân Tần tấn công Đại, bắt sống Đại vương Gia. Nước Triệu diệt vong.

## Tư tưởng quân sự
Các tư tưởng chính: 
- Nhấn mạnh sự độc lập giữa vua và tướng lĩnh
- Quan hệ dân-quân: tranh thủ sự ủng hộ giúp đỡ của nhân dân
- Quan hệ lính-cấp trên: xây dựng mối quan hệ mật thiết
- Chiến lược chiến đấu: mở rộng sức mạnh quân ta và làm suy yếu quân địch; hiểu rõ tình hình đối phương; nắm bắt thời cơ; phối hợp chiến đấu; về mối quan hệ được-mất, dám hy sinh để đạt được thắng lợi toàn cục; về vấn đề phòng ngự: phòng ngự hợp lý là tiền đề tấn công quân địch.[4]